# Sas van Bornem

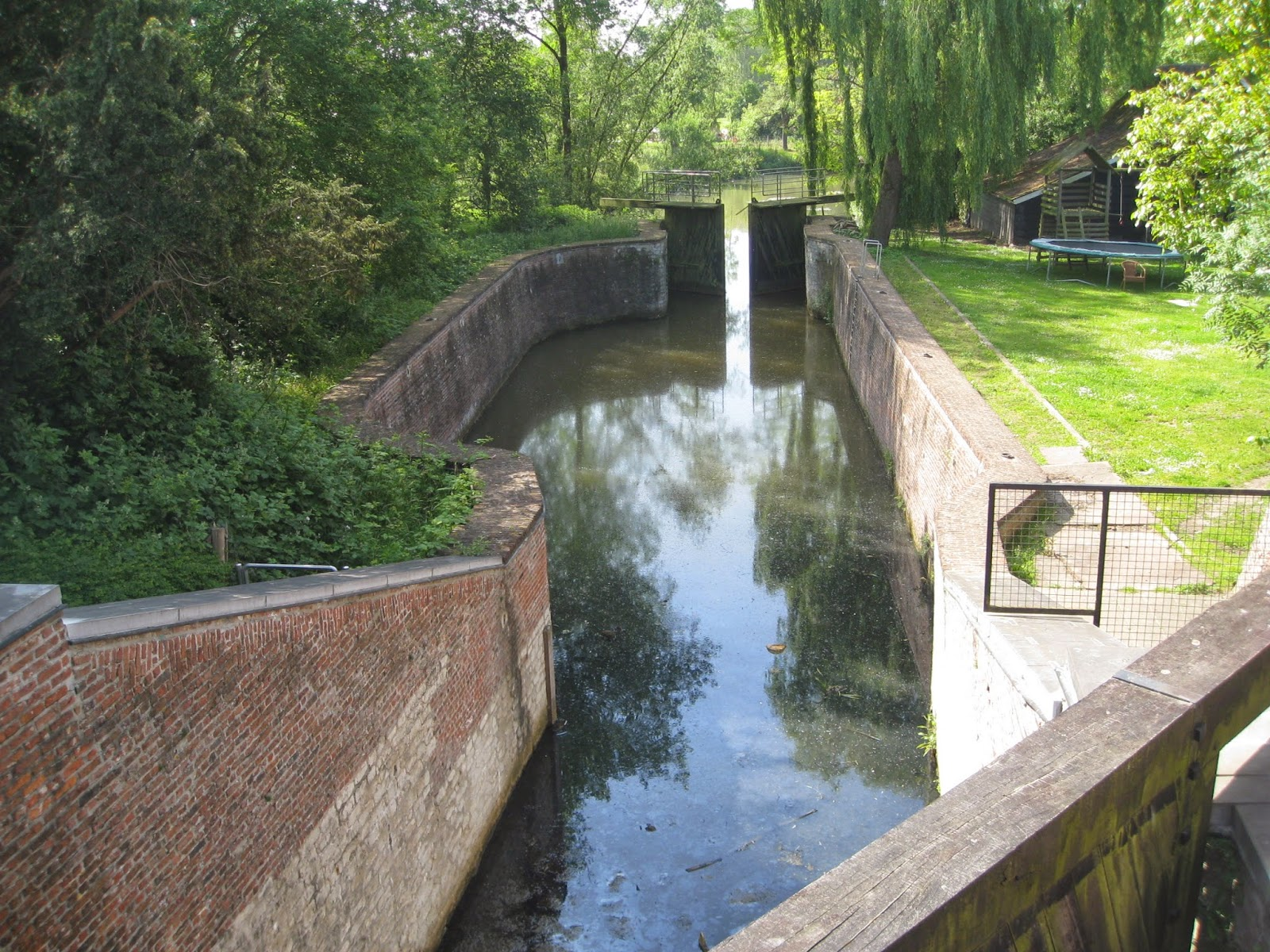
Het Sas, kijkend van de Schelde (rivier) naar de Oude Schelde

Het Sas is een afwateringssluis in de Belgische gemeente Bornem. Het is op een na het oudste waterbouwkundige waterwerk in België, en het oudste in Vlaanderen. Het dateert uit 1592 en werd gebouwd in opdracht van Pedro Coloma.
De sluis ligt in de Oude Schelde, een zijarm van de Schelde. In de 13e eeuw werd dit deel afgesloten omdat de bedding van de Schelde zich verplaatste.

Tot 1950 werd de Oude Schelde nog bevaren door kleine schepen. In 2000 werd het sas gerestaureerd. De gemeente heeft de omgeving heraangelegd zodat het aantrekkelijk is als recreatieve omgeving. Het vroegere sashuis, waar volgens de geruchten in de streek vaak werd gesmokkeld, doet nu dienst als restaurant.
Aan de Oude Schelde ligt Kasteel Marnix de Sainte-Aldegonde.